# Ленгеде
Ленгеде (њем. Lengede) општина је у њемачкој савезној држави Доња Саксонија. Једно је од 8 општинских средишта округа Пајне. Према процјени из 2010. у општини је живјело 13.006 становника. Посједује регионалну шифру (AGS) 3157005.

## Географски и демографски подаци
Ленгеде се налази у савезној држави Доња Саксонија у округу Пајне. Општина се налази на надморској висини од 90 метара. Површина општине износи 34,2 km². У самом мјесту је, према процјени из 2010. године, живјело 13.006 становника. Просјечна густина становништва износи 380 становника/km².

## Међународна сарадња
| Мјесто   | Држава    | Врста сарадње | Од    |
| -------- | --------- | ------------- | ----- |
|          | Шведска   | контакт       | 2005. |
| Домброва | Пољска    | партнерство   | 2006. |
|          | Француска | партнерство   | 1990. |
| Верфен   | Аустрија  | партнерство   | 1979. |
| Извор    |           |               |       |